# Dampetrellus
Dampetrellus is een geslacht van hooiwagens uit de familie Assamiidae.
De wetenschappelijke naam Dampetrellus is voor het eerst geldig gepubliceerd door Roewer in 1927. 

## Soorten
Dampetrellus is monotypisch en omvat slechts de volgende soort:
- Dampetrellus scaber